# بارکنهولم
بارکنهولم (به آلمانی: Barkenholm) یک شهر در آلمان است که در دیمارشن واقع شده‌است. بارکنهولم ۱۸۰ نفر جمعیت دارد.